# آلن اینسکو
آلن اینسکو (انگلیسی: Alan Ainscow؛ زادهٔ ۱۵ ژوئیهٔ ۱۹۵۳) یک بازیکن فوتبال اهل انگلستان است.
از باشگاه‌هایی که در آن بازی کرده‌است می‌توان به بیرمنگام سیتی، باشگاه فوتبال روچدیل، بارنزلی، بلکپول، بلکبرن راورز، ولورهمپتون واندرز، و اورتون اشاره کرد.